# Одиночне плавання
«Одиночне плавання» (рос. «Одиночное плавание») — радянський фільм-бойовик 1985 року режисера  Михайла Туманішвілі. Лідер радянського кінопрокату 1986 року — 2-е місце (40,7 млн глядачів).

## Сюжет
В акваторії Тихого океану проходять чергові маневри радянської та американської ескадр. Ціною величезних зусиль екіпажу одного з радянських кораблів вдається запобігти катастрофі, спровокованій агентами ЦРУ.

## У головних ролях
- Михайло Ножкин —  Шатохін, майор
- Олександр Фатюшин —  Круглов, прапорщик
- Сергій Насібов —  Данилов, матрос   (озвучує  Олег Меншиков)
- Нартай Бегалін —  Паршин, старший сержант
- Віталій Зікора —  Харрісон Джек
- Арніс Ліцитіс —  Хессолт Джекі, майор
- Олег Голубицький —  Адмірал флоту Рєпін
- Валерій Виноградов —  Контр-адмірал Юр'єв
- Сергій Волкош —  Павлов, капітан 3-го рангу, командир корабля 703 «Очаків»
- Микола Лавров —  Гріффіт Едді, штаб-сержант
- Вероніка Ізотова —  Кароліна Харрісон
- Яніс Мелдеріс —  Краудер Френк, чиновник ЦРУ
- Юрій Колганов —  Девідсон
- Борис Огородников —  Макдональд Майкл, співробітник ЦРУ
- Кирил Вац —  Семуел Дюк
- Микола Курнаков —  Старк
- Микола Астапов —  Білл Олдер
- Олександр Іншаков —  капітан Хортс, командир групи охорони ракетної бази
- Василь Кравцов —  батько Шатохіна
- Михайло Бичков —  Дрейк
- Дмитро Линник —  Ленджер
- Олексій Жарков —  радист
- Ментай Утепбергенов —  Ден, масажист

## Знімальна група
- Автор сценарію —  Євген Мєсяцев
- Режисер-постановник —  Михайло Туманішвілі
- Оператор-постановник —  Борис Бондаренко
- Художники-постановники — Тетяна Лапшина,  Олександр Мягков
- Композитор —  Віктор Бабушкін
- Звукооператор — Олександр Хасін